# Château Lamothe

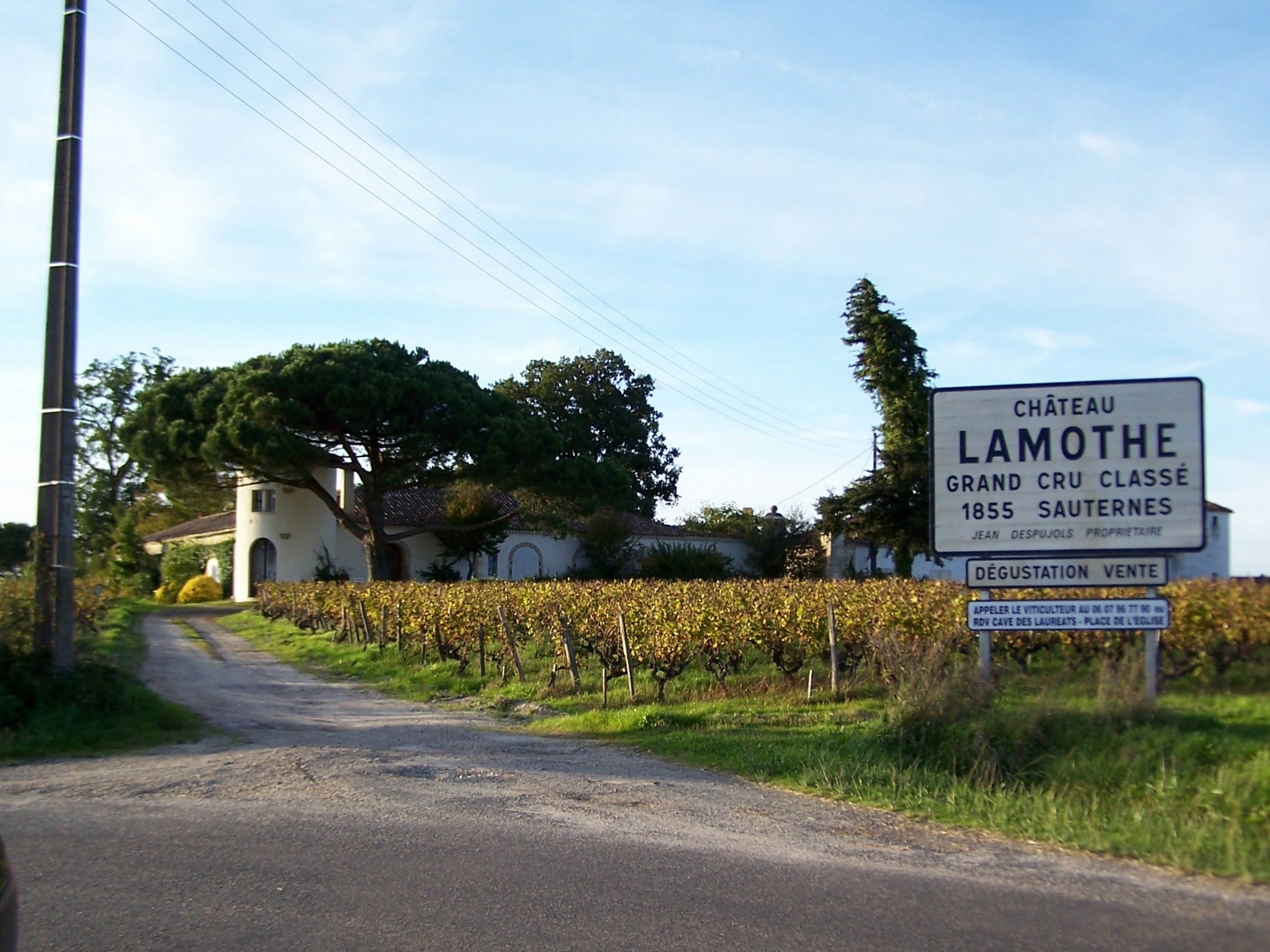
Château Lamothe, Oktober 2013

Das Château Lamothe ist ein  Weingut im Weinbaugebiet Sauternes, das nach der Bordeaux-Klassifizierung als Deuxième Cru Classé eingestuft ist. Es befindet sich unmittelbar südlich des Château Lamothe-Guignard in der Gemeinde Sauternes in der französischen Region Nouvelle-Aquitaine.

## Geschichte
Das Anwesen geht auf eine merowingische Befestigungsanlage aus dem 8. Jahrhundert zurück, von der noch einige Grundmauern zu sehen sind. Der heutige Baukörper stammt aus dem 16. Jahrhundert, als hier für die Herren Budos und Fragues ein Herrenhaus errichtet wurde. 1814 ging der Besitz von Jean-François de Borie (1765–1806) an den britischen Cognac-Händler James Dowling, der bereits 1820 an Jean und Simon Baptiste weiterverkaufte. Bis zur Bordeaux-Klassifizierung 1855 ging der Besitz durch vier weitere Hände, doch war er immer noch innerhalb der Familie Baptiste. Unmittelbar danach – im Zeitraum zwischen 1855 und 1868, man vermutet, nach dem Tod der Witwe Baptiste und begründet durch Familienkonflikte – wurde das Weingut in zwei Teile geteilt und es gab nun einen Cru de Lamothe (oder Lamothe-Massieux), der Monsieur Massieux gehörte, und einen Cru de Lamothe, der Monsieur Dietz gehörte, laut Edouard Féret (1844–1910) das heutige Château Lamothe-Guignard.
In der langen Reihe von Grundbesitzern standen auch die Eigentümer von Château d’Arche der Familie Bastit-St-Martin zu der auch der Politiker Armand Bastit-St-Martin (1900–1984) gehörte, der in den langen und schwierigen Zeiten 1934 bis 1971 Bürgermeister der Gemeinde war.
1961 verkaufte Bastit-St-Martin das Weingut und einen Großteil der Weinberge an Jean Despujols, behielt aber einen Teil, den er von dem Nachbarbetrieb Lamothe-Guignard bewirtschaften ließ, bis er diesen 1981 verkaufte und an sie überging.
1989 übernahm Sohn Guy den Betrieb und die Qualität wird von Johnson als „einer der Schwächeren, jung zu trinken“ klassifiziert, und auch Brook befindet:

„Given its location, Lamothe should produce very good wine. It doesn’t.“

„Aufgrund seiner Lage sollte Lamothe sehr guten Wein hervorbringen. Das tut er jedoch nicht.“

## Lage
Lamothe ist mit 74 m über dem Meer eines der höher gelegenen Weingüter der Gemeinde. Die Rebanlage liegt mit Kies und Sand auf Lehmboden. Die Reben wachsen an einem steilen Südwesthang und sind durchschnittlich 45 Jahre alt.
Es umfasst 7,5 ha und ist mit 85 % Sémillon, 10 % Sauvignon Blanc und 5 % Muscadelle bestockt. Die Jahresproduktion liegt bei durchschnittlich 16.000 Flaschen. Der Zweitwein heißt „Les Tourelles de Lamothe“.